# Tausendmal du
Tausendmal du is een nummer van de Duitse band Münchener Freiheit uit 1986. Het verscheen als nieuw nummer op hun verzamelalbum Von Anfang an, waarvan het de tweede en laatste single was.
"Tausendmal du" is een ballad die gaat over dromen en verlangens in een relatie. Het nummer werd een grote hit in het Duitse taalgebied, met een 9e positie in Duitsland. Ook in Nederland sloeg het nummer aan, daar bereikte het de 28e positie in de Nederlandse Top 40.

## Tracklijst
- Cd-single

1. "Tausendmal du" - 3:41
2. "Kalt oder heiß" - 3:45